# 地球市民村
地球市民村（ちきゅうしみんむら）は、2005年日本国際博覧会（通称：愛・地球博）の市民参加事業のひとつ。

## 概要
国内外のNPO、NGOが合計100以上出展参加して、「持続可能性への学び」をコンセプトに、楽しく学べる参加体験型「楽」習プログラムを展開した。

## 関連書籍
- 私にできることは、なんだろう。（地球市民村編、アスコム） ISBN 4776203162